# September 2008
| September 2008 |
| Månader under 2008: Januari · Februari · Mars · April · Maj · Juni · Juli · Augusti · September · Oktober · November · December ← December 2007 · Januari 2009 → |

## Händelser
- Protesterna i Thailand fortsätter och premiärministern Samak Sundaravej inför undantagstillstånd. (2 september) Den fackföreningsstrejk som utlystes till den 3 september misslyckas eftersom få personer deltar i den (september).
- Ett nytt skottdrama sker i delstaten Washington i nordvästra USA. En man skjuter ihjäl sex människor och skadar två andra. En av de dödade är en biträdande polischef.[1] (3 september)
- I Finland inträffar ett skottdrama i staden Kauhajoki. Den 22-årige gärningsmannen dödar 10 personer och skadar ännu fler. Till sist skjuter han sig i huvudet och avlider ett par timmar senare.[2] (23 september)

### Fotnoter
1. ↑  ”USA: Sex döda i skottdrama”. Sydsvenskan. 3 september 2008. http://www.sydsvenskan.se/2008-09-03/usa-sex-doda-i-skottdrama. Läst 11 september 2016.
2. ↑  Erik Wiman, Susanna Vidlund, Dino Sten, Jenny Stiernstedt, Tobias Österberg. ”Filmen som fick mördaren gripen”. Aftonbladet. http://www.aftonbladet.se/nyheter/skolmassakern/article11519610.ab. Läst 11 september 2016.